# Volha Padabed
Volha Padabed (24 de abril de 1979) é uma basquetebolista profissional bielorrussa.

## Carreira
Volha Padabed integrou a Seleção Bielorrussa de Basquetebol Feminino, na Pequim 2008, que terminou na sexta colocação.